# Сринагар (город, Бангладеш)
Сринагар (бенг. শ্রীনগর, англ. Sreenagar) — город в центральной части Бангладеш, административный центр одноимённого подокруга. Площадь города равна 1,99 км². По данным переписи 2001 года, в городе проживало 9244 человека, из которых мужчины составляли 56,51 %, женщины — соответственно 43,49 %. Уровень грамотности населения составлял 49,5 % (при среднем по Бангладеш показателе 43,1 %).